# The New Yorker
The New Yorker är en amerikansk tidskrift utgiven av Condé Nast Publications med reportage, kritik, essäer, serier, dikter och fiktion, som ges ut med 47 nummer årligen. Tidningen gavs första gången ut den 17 februari 1925.
Fastän magasinets fokus i huvudsak ligger på New York och stadens kulturliv, har The New Yorker även läsare utanför denna metropol, främst tack vare dess goda rykte vad gäller kvalitetsmässig journalistik och intellektuella texter, liksom dess toppelit av journalister, kritiker och författare. Bland medarbetarna genom åren finns journalister och kulturpersonligheter som Truman Capote, Rachel Carson, Alice Munro, Dorothy Parker, E. B. White,  Shirley Jackson, Woody Allen, Seymour Hersh, och Philip Roth.